# Blakeney (Norfolk)
 (avril 2018).
Pour les articles homonymes, voir Blakeney.
Blakeney est un village côtier et une paroisse civile du Comté anglais de Norfolk. 
Blakeney se trouve entre la côte du Norfolk classée AONB (area of oustanding beauty = site remarquable pour sa beauté naturelle) et le nord du Norfolk appelé Heritage Coast. Le sentier côtier nord du Comté de Norfolk chemine le long des quais. Le village se situe à 34 km (21,1 mi) au nord-ouest de Norwich, 7,4 km (4,6 mi) NNW de la ville plus importante de Holt, 18,5 km (11,5 mi) à l'ouest de Cromer et 112 mi (180 km) NNE de Londres.
La paroisse civile couvrait une région de 9,9 km2 et le recensement  de 2001 comptait une population de 789 habitants pour 402 ménages. Pour des raisons de politique locale, la paroisse tombe sous l'autorité du district du Nord Norfolk.

## Description
Blakeney fut un port commercial jusqu'au début du XXe siècle. À présent, le port est embourbé et seuls de petits bateaux peuvent se frayer un chemin hors de Blakeney Point jusqu'à la mer. Le port et les marais environnants sont la propriété de la National Trust et forment une réserve naturelle où l'on peut voir des phoques se prélasser sur le sable.
Un peu plus à l'arrière du port se trouve le mont Mariners Hill. Ce point de vue privilégié est supposé avoir été créé par l'homme, probablement en tant que poste de guet du port. À côté du mont, au pied de la rue principale du village, se trouve l'ancien hôtel de ville possédant une crypte du XIVe siècle.
Plus haut dans le village, l'Église de St Nicholas possède deux tours : la tour principale a plus de 100 pieds (30 m) de haut et elle est un monument important dans la région ; la plus petite tour fut construite comme balise pour guider les bateaux dans le port de Blakeney.

## Histoire
Dans le Livre du Jugement dernier daté de 1086, Blakeney est enregistré sous le nom de Esnuterie (puis Snitterley) ; les principaux propriétaires fonciers indiqués sont Walter Gifford et William de Noyers. La colonie apparaît d'abord sous l'appellation de Blakeney dans un document daté de 1340. Autour de la même période, l'épouse d'Edward III, la reine Philippa est censée avoir dîné de poisson pêché par des pêcheurs de Blakeney. 

### Port
Le port de Blakeney formait une anse profonde sur la côte nord du Norfolk dans laquelle se jetait la rivière Glaven. Protégé par Blakeney Point, c'était un point important pour le transport maritime au Moyen Âge parmi d'autres ports relativement importants du nord du Norfolk comme Wiveton, Cley next the Sea et Blakeney bien sûr. Cley et Wiveton s'envasèrent au XVIIe siècle mais Blakeney continua à prospérer surtout après que le chenal jusqu'au port ait été approfondi en 1817. Des cargos firent la route jusqu'à Hull et Londres dès 1840. Ce commerce déclina lorsque les bateaux devinrent trop grands pour le port, aujourd'hui il est envasé permettant l'accès uniquement à de petits bateaux.
À partir du XIIe siècle, Blakeney était connu pour ses actes de piraterie ; entre 1328 et 1350, il a été noté que des hommes de Blakeney sont partis à l'abordage de deux navires venus des Flandres pour les ramener au port de Blakeney et les piller. De nombreux navires marchands étrangers pensant s'abriter dans le port de Blakeney se sont ainsi vus voler leur cargaison. L'anarchie était telle que le village refusa de fournir un navire pour la bataille contre l'Armada espagnole. 

### Chapelle
Blakeney Chapel, qui maintenant fait partie de Cley next the Sea, semble n'avoir jamais été une chapelle mais simplement un ermitage. En effet, un registre de documents administratifs daté du 20 avril 1343 confirme qu'un ermite des environs œuvrait à travers les royaumes.

### Monastère
Cet établissement figure au rang des maisons carmélites de la région parmi lesquelles figurent Burnham Norton, King's Lynne et Yarmouth. La crypte intacte a été convertie, en partie, en musée de l'impression de Norwich gérée par une société d'impression active, Jarrold's de la cité. 
La partie nord du parc du monastère en bord de mer est une modeste aire de caravaning, le reste étant la petite ferme du couvent.
La ferme comprend des vestiges du monastère des carmélites fondé en 1296 avec son église consacrée en 1302. Ceci était un cadeau de Maud de Roos ou plus tard Ros, née De Vaux, épouse de William de Ros, premier Baron de Ros qui se distingua lors des Croisades et reçut le titre de chevalier ainsi que des terres à Cley et Blakeney.
En 1321, leur fils William compléta la fondation.
La maison faite de silex et de briques avec quelques pierres d'angle est munie d'une pierre portant l'inscription : « 1667 T.R.I ». Malgré  des fenêtres modernes et un travail extérieur, elle comprend une enceinte médiévale, un contre-fort, plusieurs ouvertures condamnées, des fragments de cadres de fenêtres et de la maçonnerie incluant un banc ré-utilisé taillé dans la pierre sur le pignon sud-ouest avec les armoiries. 

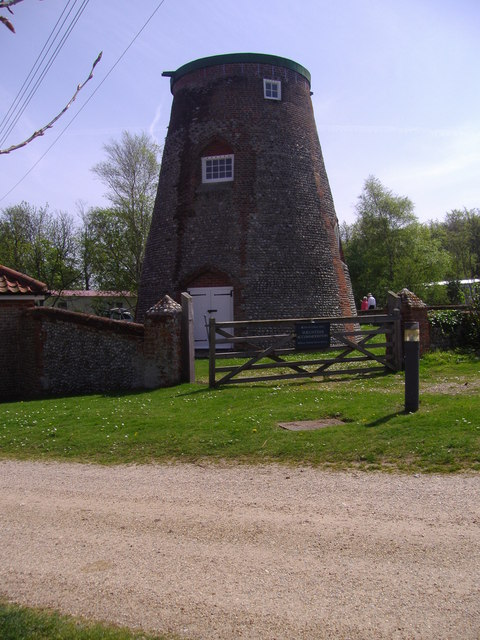
Moulin à vent de Blakeney.

### Moulin à vent
Le moulin de Blakeney, situé dans le parc du couvent, est un monument classé de grade II. Il se compose principalement de silex et d'habillages en briques (essentiellement dans les parties supérieures) sur ses trois niveaux. Il apparaît sur une carte de 1769 à l'emplacement exact indiqué, à la suite d'une mention plus ancienne du Livre du Jugement Dernier indiquant les moulins du village.

## Chemin de fer
Au XIXe siècle, une ligne de chemin de fer allant de Holt à la nouvelle gare de Blakeney fut planifiée mais le projet ne fut jamais mené à son terme. Elle aurait connecté la ville au réseau plus étendu du Norfolk.

## Tourisme

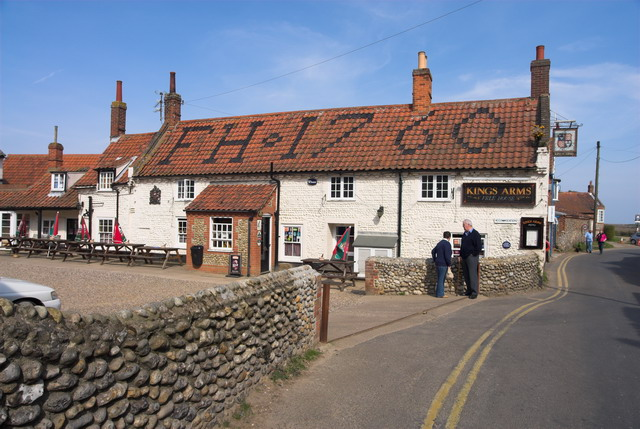
Hôtel Kings Arms, Blakeney.

Blakeney est une station touristique populaire pendant la période estivale. Le village compte deux grands hôtels dont l'un se trouve dans un bâtiment historique, et l'autre en majeure partie moderne, qui possède une grange de la fin du XVIIe siècle et XVIIe siècle en annexe, l'hôtel de Blakeney ; il existe toujours la possibilité d'utiliser le terrain de caravaning de 15 acres (61,000 m2) au bout de Quay Road.
Blakeney propose un large éventail d'activités tel que la pêche aux crabes, la pêche, le canoë et l'observation des oiseaux. Dans la région marécageuse de Blakeney Point, propriété de la National Trust, plus d'une centaine d'espèces d'oiseaux peuvent être observées  au cours de l'année. Plusieurs pubs de la région servent de la nourriture et de l'authentique « ale ».
Wells-next-the-Sea  possède une ancienne voie ferrée miniature d'une longueur de 11 km (7 mi) allant vers l'ouest.
Le sentier pédestre de la côte nord du Norfolk chemine le long des quais offrant de voir des paysages de marais salants, plages de sable et villages resserrés dans cette zone.

## Démographie
Selon le recensement de 1801, la population de Blakeney était de 618 habitants. Ce nombre croissant, bien que moins important que la croissance nationale de la population dans les années 1840 à 1851, passa à 1 108 habitants malgré un déclin progressif qui eut lieu jusqu'à 1931, particulièrement au début de ces années[pas clair], ce qui coïncidait avec l'arrivée du chemin de fer de Holt vers le sud et l'industrialisation urbaine au niveau national. La population chuta de 1 108 à 641 personnes en 1931. Puis elle reprit et augmenta entre 1961 et 2011 pour atteindre 801 personnes. Les données de la période 1801-1961 sont disponibles auprès de Britain Through Time. Les recensements de 2001 et 2011 fournissent des informations détaillées concernant le village. En 2011, la population se répartissait en 407 ménages.

## Transport
Le centre du village se trouve sur le côté nord de la route A149, la route côtière allant de King's Lynn à Cromer, avec une partie plus éloignée de la communauté de Blakeney directement rattachée aux quartiers résidentiels au sud ainsi que quelques fermes isolées. La gare de chemin de fer la plus proche se trouve à Sheringham, deux villages à l'est qui rejoint la Bittern Line vers Norwich.
L'aéroport le plus proche est l'aéroport international de Norwich.